# AKB48握手会傷害事件
AKB48握手会傷害事件（エーケービーフォーティーエイト あくしゅかいしょうがいじけん）は、2014年（平成26年）5月25日、岩手県滝沢市の岩手産業文化センターで開催されていたAKB48の握手会イベントにおいて、のこぎりを持った男がグループのメンバー2人とスタッフ1人を切りつけ、負傷させた事件である。AKB48握手会襲撃事件とも呼ばれる。

## 概要
事件が発生したのは、AKB48のCDに封入されている参加券があれば誰でも参加できる「全国握手会」とよばれるイベントである。グループのメンバーとファンが握手を行う区画（レーン）のひとつに男が入り、のこぎりを取り出して川栄李奈と入山杏奈、および2人を守ろうとした男性スタッフを切りつけた。男は周囲にいたスタッフに取り押さえられ、警察に殺人未遂の現行犯で逮捕された。切りつけられた3人は骨折や裂傷を負い、病院へ搬送されてただちに縫合手術を受けた。3人は事件翌日に退院した。
逮捕されたのは青森県十和田市に住む事件当時24歳の男である。2014年1月に仕事を失っており、犯行動機はテレビでAKB48を見て「収入が多い」「自分とは正反対」などと不満に思ったことであった。5月に岩手県でAKB48の握手会が行われることを知った男は、その参加券を入手し、自宅ののこぎりにカッターナイフの刃を貼りつけるという改造を加えた。こののこぎりを持って握手会に参加し、参加者の列が短かったレーンを狙って犯行に及んだ。男は逮捕後、精神鑑定が行われた。その結果、責任能力が問えると判断され、傷害罪および銃砲刀剣類所持等取締法違反の罪で起訴された。
事件の影響は多方面に及んだ。切りつけられた川栄と入山は療養を要し、事件後、段階的に活動復帰を果たしたものの、しばらくの間負傷部位をギプスで固定したまま芸能活動を行うことになった。AKB48の運営会社には、各種イベントにおける警備強化、安全対策を行うよう警察から要請が入り、その後AKB48劇場での公演は厳戒態勢のもとで行われることになった。6月7日実施のイベントおよび6月8日実施のコンサートにおいては、7万人を金属探知機で検査するという措置が取られた。握手会イベントは、6月末までに実施が予定されていたものが延期となり、7月から厳戒態勢のもとで再開された。このほかにも、事件直後にメンバーがSNSを自粛するなどの影響もあった。AKB48グループや、他グループにも影響が及んだほか、それ以外のアイドルなども、事件直後に予定されていた各種イベントを中止としたり、内容を変更したりする措置をとった。一部の映画関係のイベントでも警備強化がなされた。また、事件直後、AKB48に関連するいくつかのテレビ番組が放送を延期するなどの措置をとり、一部のCMも放送の自粛が検討された。事件はAKB48のドキュメンタリー映画でも扱われた。

## 背景
AKB48は、シングルCDのリリースに際して握手会のイベントを行っている。握手会は全国握手会、個別握手会の2種類に分けられる。全国握手会は、市販されているシングルCDのうち初回盤に付属しているイベント参加券（握手券）で参加することができる。イベント開始時にはミニライブが行われ、その後に握手会が行われる。イベントに参加するAKB48メンバーは30人から50人ほどである。握手をする時、テントを用いた「レーン」とよばれるいくつかの区画が設けられ、メンバーはそれぞれ決められたレーンに待機しており、ファンはレーンを選んで好きなメンバーと握手することができる。それぞれのレーンには1人から複数人のメンバーが待機している。全国握手会は、握手券を所持していれば誰でも参加することができる。一方、個別握手会はシングルCDのうち劇場盤に付属している握手券で参加できる。劇場盤はインターネットの特定のサイトを通してのみ予約購入できる。参加するにあたっては事前の申し込みが必要であり、その際に自分の個人情報などを入力したうえで握手したいメンバーを選ぶ必要がある。全国握手会とは異なり、事前に選んだ参加メンバーと1対1で握手することができる。
握手会においては、参加メンバーの安全確保のために警備などが行われている。従来の握手会においては、レーンごとに10人前後の警備員と整理スタッフが配置され、スタッフはファンに対し、両手を広げたり、手の装飾品を外したりするよう指示を出していたが、ファンが持っている荷物については、時間短縮のため通常は検査が行われていなかった。
2014年5月25日、AKB48は岩手産業文化センターにおいて握手会イベントを開催していた。この日の握手会イベントは、グループのシングル「ハート・エレキ」および「前しか向かねえ」のリリースに伴って行われたものであり、握手会の種類は全国握手会であった。参加したメンバーは47人で、レーンの数は10であった。13時からミニライブが行われ、その後握手会が開始された。終了時刻は21時の予定であった。入場したファンは約5,000人であった。このイベントにおける警備体制について、主催者であるキングレコードは「制服警備員、会場整理スタッフ約100名が警備にあたっており、握手前には両手を広げていただくチェック体制をとっておりました」と説明している。手荷物検査について、キングレコードによると「トラブルがあると、今後のイベント継続が難しくなる」という理由で行っていなかったという一方、AKB48の事務所によるとランダムで行っていたという。

## 事件の発生
事件は握手会イベント中の16時55分に発生した。発生場所は第6レーンのテントであった。第6レーンには5人が待機しており、入口側から川栄李奈、入山杏奈、大島涼花、倉持明日香、高城亜樹の順に並んでいた。このレーンのテントにのこぎりを持った男が入り、川栄李奈、入山杏奈、および男性スタッフの3人を負傷させた。戸賀崎智信によると、男は手荷物を何も持たずにテントに入った。そしてジャンパーの内側から凶器を取り出し、川栄および入山を切りつけた。そばにいた男性スタッフは、男の凶器を素手でつかみ、メンバーを守ろうとしたものの、男に振り払われたという。なお岩手県警察によると、事件発生時に叫び声などは上がっていなかったということであり、男はテントに入って無言でメンバーに襲いかかったとみられている。男はその後、周囲のスタッフにより取り押さえられた。関係者によると、男性スタッフがメンバーを守ろうと動いたことにより、周囲のスタッフたちは事件発生に気付くことができたという。事件のあった一角はすぐに暗幕で覆われ、会場にいたある男性ファンによると、会場で流れていたBGMも止まったという。
16時59分、警察への通報があった。17時08分、男は駆け付けた盛岡西警察署の署員により殺人未遂の現行犯で逮捕された。AKB48の握手会においては、ファン同士によるトラブルなどが過去にあったものの、グループのメンバーが傷害を受ける刑事事件が発生したのは初めてである。なお、負傷した男性スタッフは東北地方のコンサートの制作やプロモートに関わるイベント制作会社「ニュース・プロモーション」のアルバイトスタッフであり、この日の握手会イベントで会場整理を担当していた。
事件の発生により、握手会イベントは途中で中止された。負傷した3人は、盛岡市にある岩手県高度救命救急センターへと救急搬送された。川栄のけがは右手親指の骨折および裂傷であり、入山のけがは右手小指の骨折および裂傷、ならびに頭部の裂傷であった。2人は救急センターにおいて、21時から翌26日0時まで3時間にわたる裂傷の縫合手術を受けた。男性スタッフのけがは左手の骨折であり、25日夜に2 - 3時間の手術を受けた。一方、他の握手会参加メンバーは、スタッフに付き添われつつ20時40分ごろ盛岡駅に到着し、同駅20時50分発の新幹線で東京へ戻った。東京駅および上野駅には報道陣が詰めかけていたが、新幹線の乗客などによると、大宮駅で全員降車したという。
負傷した3人は26日、岩手県高度救命救急センターを退院した。まずは午前中に男性スタッフが退院した。18時30分、川栄と入山も退院した。川栄と入山については27日の昼ごろに退院する予定であったが、AKB48の運営側によると、医師から退院の許可が出たため、急遽退院を決定したという。川栄は鎮痛剤投与と薬の副作用の影響で足元がふらついており、車椅子での退院が考えられたが、これを用いずに退院することができた。2人は右手にギプスを装着していた。退院時、救急センターにはおよそ60人の取材陣が詰めかけており、2人は取材陣に挨拶をした後、運営側が用意した車両に乗って東京へと戻った。

## 犯人
川栄と入山、男性スタッフを切りつけて逮捕されたのは、前述のように青森県十和田市の当時24歳の男である。

### 過去
男は中学時代は陸上部に所属し、青森県大会の800メートル走で2位になるなどの実績を残し、地元で知られている人物であった。中学卒業後、地元の高校に入学して陸上部に所属したが、入学後1週間で先輩などから言葉によるいじめを理由に退学を申し出た。男は高校を2年生の夏に退学し、通信制の学校に転校した。男は体の弱い母親を助けたいという気持ちが強く、アルバイトをして給料をすべて家庭に入れていたという。
事件の2年前の2012年、高収入を得られるという理由で男は大阪府に引っ越した。吹田市の人材派遣会社に登録して、同年12月中旬から翌2013年3月末にかけて建設現場で交通整理の警備員をし、同市の社員寮で暮らしていた。そこでも給料のほとんどを家庭に入れるという生活をしていたものの、精神的に不安定な状態となり、体調を崩して精神科を受診した際、発達障害と診断された。2013年5月に実家に戻り、青森県から精神障害者保健福祉手帳2級の交付を受けた。その後、警備会社の仕事を見つけたものの、この仕事は長く続かなかった。初公判における検察の冒頭陳述によると、2014年1月に警備会社を解雇されていた。
男の母親によると、男は普段食事と散歩をする時以外は部屋に引きこもっていたという。

### 犯行動機
逮捕直後、男は犯行動機について「人の集まるところで人を殺そうと思ってやった。誰でもよかった」「最近イライラしていた」「人が集まるところを探してAKBの握手会場にした。会場に入ってからAKBを狙った」などと供述していた。負傷させた川栄と入山については「2人を狙ったわけではない。AKBなら誰でもよかった」「名前は知らなかった」と話していた。
2014年11月4日に行われた事件の初公判における検察の冒頭陳述によると、男は同年1月に警備会社を解雇されて再就職にも失敗し、仕事も収入もない状態に陥った時にテレビでAKB48を見て「多額の収入があるAKBは、収入も職もないつまらない自分と正反対」と不満を抱き、この不満を解消するために犯行を思い立ったという。しかし、同年12月1日に行われた第2回公判において、犯行動機について「会社をクビになって収入がなくつまらなかった」などと話した一方で、初公判における検察の指摘について「1回、収入が関係あるとは話したが間違った」と否定した。また、「女の人は弱いと思ったから」とも話した。この公判において、男はAKB48ではなく近所の子供や高齢者を襲う考えもあったことを明らかにしており、AKB48を狙った理由は「テレビで見掛けたから」、滝沢市の握手会イベントを犯行の場所に選んだ理由については「何となくだ」と話した。

### 犯行までの経緯
男は2014年3月末、岩手県滝沢市で握手会が行われるということを自宅の近くにある図書館のパソコンから知り、4月上旬に握手券が付属しているAKB48のCDを2枚購入した。また、犯行にあたって、男はAKB48のメンバーを攻撃するための凶器を用意した。用意されたのは、元々男の自宅にあったのこぎりである。2つ折りにするタイプののこぎりであり、伸ばした時の全長は約50cmとなる。刃渡りはおよそ20.6cmである。男は接着剤を用いて、のこぎりにカッターナイフの刃を4枚貼り付ける改造を加えた。カッターナイフの刃はそれぞれ刃渡りおよそ12.6cmであり、男はこれらをのこぎりの刃体の両面に貼り付けた。そして、男は実際にダンボールを切ってみることにより、改造を施したこの凶器の切れ味を確かめていた。男はこの凶器を使った理由について「リーチがあって切れやすいと思った」と話している。
事件前日の5月24日午前4時30分ごろ、「眠れないから散歩に行く」と言って、自宅を出て自転車で握手会会場に向かった。この時、手提げ袋を持っていたという。十和田市にある男の自宅から滝沢市にある握手会会場までは、およそ116kmある。バスや電車を乗り継ぎ、5月25日にAKB48の握手会会場に到着した。同日13時、イベント開始時刻から男はファンの列に並んでいた。
やがて開始された握手会において、男は犯行に及んだ。男は攻撃を加える対象について、前述のように「メンバーなら誰でも良かった」と考えていた。はじめに、持っていた2枚の握手会参加券のうちの1枚を用いてレーンを下見した。下見を終えると、ファンの列が短いレーンのほうがすぐに犯行に及べると考え、列が短かった一つのレーンを犯行の場所として選んだ。このレーンには川栄、入山らがいた。男はレーンに入ると、犯行に及んだ。凶器は手提げ袋の中に隠し持っていた。男は凶器でレーンの手前側にいた川栄を襲い、川栄がしゃがみ込んだ際に標的を入山に変更。2人の頭部に向かって凶器を振り下ろしており、頭部を守ろうとした2人の手を負傷させた。

### 逮捕、精神鑑定
男は前述の通り、その場でスタッフに取り押さえられ、殺人未遂の容疑によって握手会会場で現行犯逮捕された。事件現場の床では、こぼれ落ちたと思われるカッターナイフの刃のカケラが複数見つかっており、男の自宅からはAKB48のシングルCD「ハート・エレキ」と「前しか向かねえ」が押収された。逮捕直後、男は容疑と殺意があったことを認めた。5月27日14時20分ごろ、男は盛岡地方検察庁に送検された。
男には刑事責任能力を問えるかを判断するため、精神鑑定が行われた。「人が大勢いる場所で騒ぎたかった」という供述や、意味不明な言動があったことから、盛岡地方検察庁は男の精神鑑定を行うことを予定した。そして、盛岡簡易裁判所に鑑定留置を請求し、6月5日付でこれが認められた。当初、留置期間は6月6日から7月29日までと予定された。盛岡地方検察庁は留置期間の延長を請求し、7月28日付で認められた。これにより、男の留置期間は9月2日までとなった。鑑定留置の結果、男は刑事責任能力を問えると判断された。そして9月11日、盛岡地方検察庁は男を傷害罪および銃砲刀剣類所持等取締法違反罪で盛岡地方裁判所に起訴した。当初の容疑であった殺人未遂罪を適用しなかったことについて、次席検事の南智樹は「人が死亡する危険のある行為だと認識して行ったかを慎重に捜査したが、立証は十分でなかった。（凶器の形状など）全ての要素を総合的に判断し、殺人未遂罪の適用を見送った」と述べている。

## 裁判
2014年（平成26年）11月4日、男の初公判が盛岡地方裁判所にて行われた。この初公判には、28席の傍聴席に対し132人の傍聴希望者が集まり、席の抽選が行われた（倍率約4.7倍）。また、この公判は厳戒態勢のもとで行われた。法廷の前にはゲート型の金属探知機が設置され、傍聴人がこれによって検査された。金属探知機の設置理由について、地方裁判所の職員は「万が一、（被告が）報復される可能性も否定できない」と述べた。また、傍聴席は複数の警察官による警備が入った。
12月1日に第2回公判が行われ、男はこのとき「多くの人に迷惑を掛けた。被害者は自分の事を恨んでいると思う」と初めて反省を見せた。
翌2015年（平成27年）1月8日に論告求刑公判が行われた。この公判において、検察側は男の犯行の悪質性を指摘したほか「動機は被告特有のもので卑劣で根深く、再犯の恐れがある」とし、懲役7年を求刑した。これに対し、弁護側は「統合失調症の傾向があり、犯行には少なからず精神障害の影響があった」と主張したほか「事件の経緯や動機を自分なりの言葉で説明しており、反省もしている」と述べ、情状酌量を求めた。
2月10日、男に対し懲役6年の判決が言い渡された。裁判長の岡田健彦は判決理由で「犯行は残忍で、一歩間違えば命を奪いかねない犯行だった」と指摘した。このほか「和やかな握手会の光景が凄惨な場と化し、被害者やファンの精神的苦痛も大きい」「参加者との信頼の上に運営されていたイベントが本件の影響で中止になるなど、社会的影響も軽視できない」と述べた。犯行動機については「仕事も収入もなく、八つ当たりして鬱憤を晴らしたいと思うようになった」と指摘しており、「被告の説明で正当化できるようなものではなく、凶器を使った無差別傷害事案の中でも重大だ」と結論づけた。その後、検察および弁護人は両者とも控訴を行わず、2月25日までに判決が確定した。

## 報道

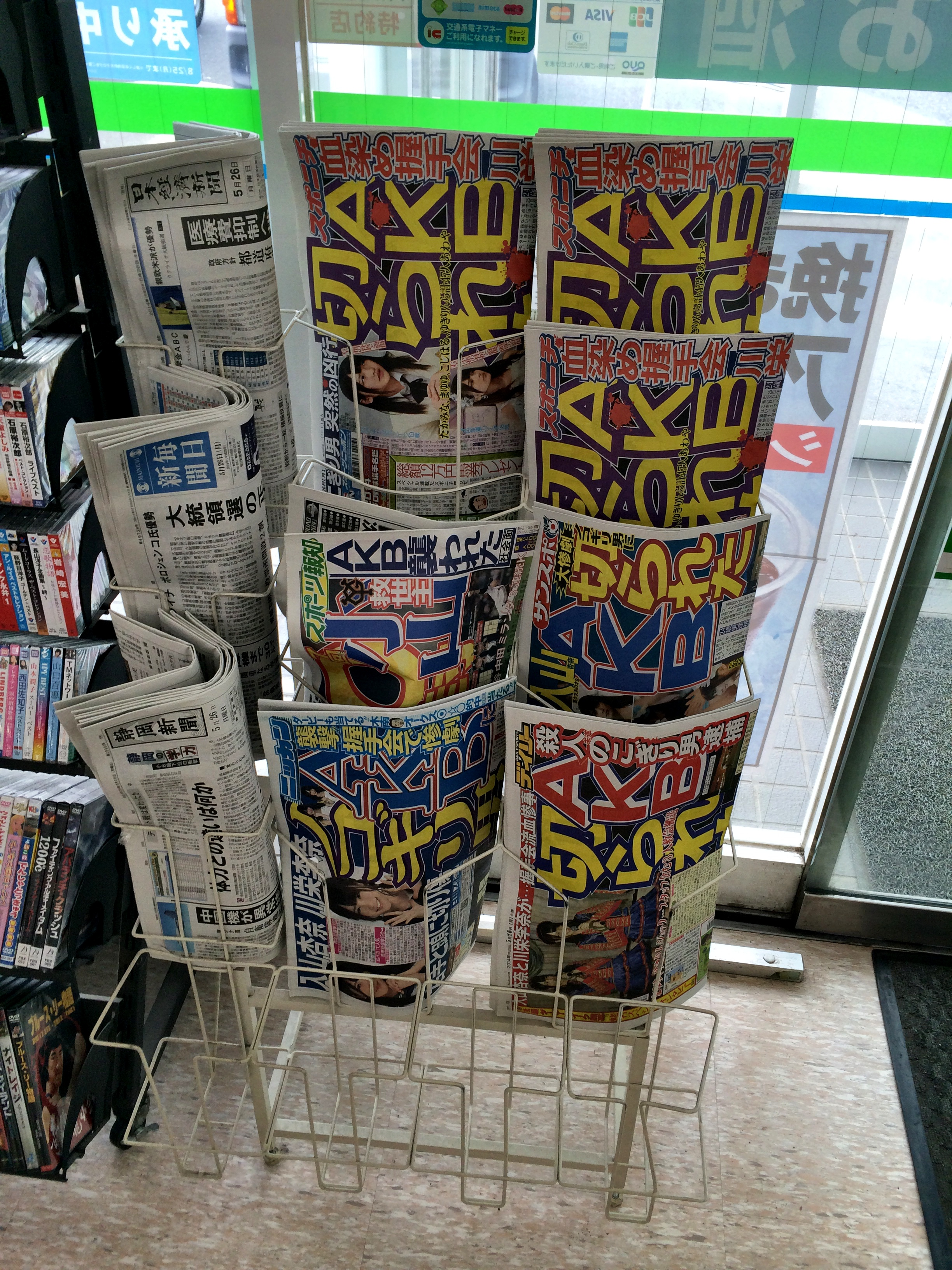
事件を報じる新聞。2014年5月26日撮影

握手会でメンバーが襲われたというこの事件は、日本国内のマスメディアにおいて長時間を割いて報道された。テレビ番組の調査などを行う会社「エム・データ」調べによる、5月26日から31日までの期間における芸能ニュースランキング（NHK、日本テレビ、TBS、フジテレビ、テレビ朝日の5局、テレビ東京は対象外で午前10時30分までに放送されたワイドショーおよびニュース番組における芸能の話題を、取り上げられた時間の合計でランキング化したもの）において、この事件に関連する話題が1位を獲得した。放送時間は合計10時間23分31秒におよび、期間内の芸能ニュースの大半をこの事件が占めた。また、同じくエム・データ調べによる、2014年上半期のワイドショーで報道された話題に関連している人物を放送時間でランキング化した「2014年上半期のワイドショーを賑わせた有名人ランキング」においては、事件で負傷した川栄と入山がそれぞれ5位（放送時間は21時間7分14秒）、6位（放送時間は19時間49分33秒）にランクインする結果となった。また、世間においても注目を集めた。Gunosyが提供している情報配信アプリ「グノシー」での記事閲覧実績をもとに集計された「グノシーニュースランキング」においては、この事件は2014年5月の集計で2位となり、同年上半期の集計では10位となった。
事件は日本国外においても報道された。台湾では、聯合報と自由時報が事件を1面トップで報じた。スポニチアネックスの記事は「台湾では日本の芸能関連情報が日常的に報じられているが、大手紙が1面トップで伝えるのは珍しい」と記している。中国では、複数のメディアが事件を報道した。このほか、事件はアジアだけでなく欧米でも取り上げられており、アメリカ版Googleニュースのエンタテインメントカテゴリでホットトピックスに入るほど多くの報道がされた。
事件に関係する各種メディアの報道においては、AKB48の握手会自体に関する説明や、握手会の参加券をCDに封入する「AKB商法」とよばれる販売方法についても取り上げられた。こうしたことを取り上げた一部の報道に対して賛否が起こった。NHKの報道では、握手会に関する説明のほか、過去に握手会で発生したトラブルについても言及しており、この報道について、評論家の宇野常寛は自身のTwitterにおいて「悪質」と批判し、「恣意的に選んだ過去のトラブルをピックアップすることで、AKBファン=異常という印象捜査を行っている」（原文ママ）と指摘している。これに対し、評論家の栗原裕一郎は、リアルサウンドの記事において、事件を受けてAKB48やその他のアイドルによるファンと接触するイベントが中止となっていること（本記事では影響の節で解説する）を指摘したうえで「“接触”が問題の焦点になっている以上、いわゆる『AKB商法』が議論の俎上にあげられているのは、まあ、自然な流れというべきだろう」と指摘しており、宇野のコメントについて「過剰な反応」と述べ、「AKB商法とそれに付随する問題に触れないほうがむしろ不自然というものだ」と記している。Techinsightの記事は、事件に関する一連の報道について「今後の握手会などイベントについて、手荷物検査のやり方など課題は多いが、そこに“AKB商法”が絡んできて『握手会の意義』としてビジネスのイメージが強調された感がある」と指摘しており、「特にテレビや新聞などお茶の間に届くメディアには、AKB48の握手会についてビジネス面を強調するばかりでなく“握手会の真意”を考えるきっかけとなる報道を期待したい」と批判的に記している。
大衆から批判が起こった報道もある。5月26日に放送されたテレビ朝日系列の報道番組『報道ステーション』では、事件に関する報道において、握手会の参加券などの入手を目的にAKB48のCDを大量に購入しているファンについて長時間を割いて取り上げた。夕刊アメーバニュースの記事は、一部視聴者の間で「握手会そのものが襲撃事件の要因の一つになったかのように報じている」という解釈があったと推測しており、Twitterや2ちゃんねるにおいてこの報道についての批判が起こったことを報じている。
また、日本テレビ系列の情報番組『スッキリ!!』における出演者の一部コメントが批判の対象となった。J-CASTニュースの記事は、番組司会者の加藤浩次およびキャスター（当時）のテリー伊藤が、犯人の発達障害に起因する対人関係などの諸問題について「それと犯行とはまったく違うと思う」（加藤）、「いいわけにならない」（テリー）と発言したことについて批判しており、両者のコメントについて「それは健康な人の話だろう」「それ（発達障害）がどんなに重大なことかがわかっていない」と指摘している。テリーは同番組において、インタビューを受けていた男性が「おたく」を自称したことと関連づけて「なかなか普段街に出ないような子が、AKBの握手会があるから出ていくっていうのも、ひとつのこれ、いいことなんだよね」とコメントした。このコメントについて、インターネット上において「おたくは実際には活動的である」という旨の反論が相次いだ。ジャーナリストの池上正樹は、事件をきっかけに「『引きこもり=犯罪者予備軍』という誤解を招くようなネガティブイメージ」が流布していると指摘しており、テリーのコメントについて「もちろん両方の要素を持つ人もいるだろうが、好きなことに没頭するため一生懸命に働くことも厭わない人たちと、社会から撤退してあきらめの境地に立たされている人たちとが、どうも混同されているようだ」と指摘している。
このほか、報道関係で批判を受けたものとしてフジテレビ系列の情報番組『めざましテレビ』の公式Twitterアカウントがある。事件当日、このアカウントで「みんな気になる情報が入ってきたよ！」「AKB48のメンバーが負傷した事件のため明日の放送予定が変更になるかも！」「メンバーの具合が心配だなぁ？大丈夫かなぁ？」といった投稿がなされた。事件に関するこの軽い調子の投稿は批判を浴び、その後同アカウントは当該投稿を削除し、謝罪した。

## 事件に関する議論、分析
事件を受けて、握手会における警備体制の件や、握手会の存続についてなどさまざまな点で議論を呼んだ。社会学者および批評家の濱野智史は、「この事件をめぐっては、マスメディア/ソーシャルメディアを問わず、大きな議論が巻き起こった」と述べている。
まず、握手会会場における警備体制に関して、インターネット上などにおいて不満の声が上がった。キングレコードは事件当日、マスコミ各社に向けて公式のコメントを発表しており、このコメントにおいて警備体制に関する説明があったのは、こうした不満があったことを受けてのものである。ジャーナリストの安倍宏行も、握手会における警備体制の甘さを指摘しており、「ランダムな荷物検査と、握手前に手のひらを広げさせての目視チェック、『剥がし』と呼ばれる握手時間を管理するスタッフ配置のみでは、こうした事件を防ぐことは難しいだろう」と記している。
握手会についても議論が起こった。一部からは握手会それ自体に対して厳しい目が向けられた。インターネット上では握手会について賛否が上がり、握手会を廃止すべきという意見も出た一方、安全対策の上で実施すべきという意見も出た。濱野智史は、「『AKB商法』の限界が来た」「アイドルの女の子を危険に晒すことになる握手会は廃止すべきだ」といった批判に対して「的外れだと言わざるをえない」と反論しており、「必要なことはセキュリティ対策の向上に尽きる」と記している。
この事件ではアイドルが被害者となっているが、複数の批評家によると、この事件はアイドル特有の事例ではなく有名人全体に関わる事例である。濱野智史は「切りつけたメンバーの名前は知らない」という犯人の供述から、この事件について「これまで何度も繰り返されてきた芸能人や著名人を狙った事件の一つに過ぎない」と指摘している。リアルサウンドのライターの北濱信哉も同様に、「AKBには興味がなかった」という犯人の供述から「アイドルとファンのトラブルというよりも、有名人をめぐるセキュリティ管理の問題と捉えたほうが適切であろう」と指摘している。アイドル専門ライターの岡島紳士もまた、リアルサウンドの記事において、犯人が「相手は誰でも良かった」と供述したことから「今回の事件はアイドルとファンの間に固有の事件というよりも、有名人すべてが持っている危険性を改めて知らしめた事件であるといえそうです」とコメントしている。
評論家の栗原裕一郎は、リアルサウンドの記事において、この事件を芸能人が襲撃された過去の事例と比較して分析している。栗原は本事件について「いかれた奴がアイドルを襲ったという現象だけを取り上げれてみれば、今回の事件もまたありふれた一件にすぎない」（原文ママ）とコメントしているが、本事件に特有の事情として「ありふれている一方で、現況のアイドル・ブームと、それを支えるビジネス・モデルを揺るがしかねない影響が危惧されるという、過去には例のない事態に広がってもいる」と指摘している。また栗原は、過去のいくつかの事例のうち、1984年に発生した、倉沢淳美がサイン会において男に突然ナイフで切りつけられたという事件が本事件に最も似ているという旨のコメントをしている。

## 事件後の川栄、入山の活動
川栄と入山はしばらくの間、療養によって活動への影響が生じることになった。活動復帰は番組への電話出演、公の場への登場、番組スタジオへの復帰、パフォーマンスへの復帰と段階的であった。2人とも公の場に復帰した時にはまだ包帯やギプスがとれておらず、その後もギプスをつけた状態でいくつかの活動を行っている。
岩手県高度救命救急センターを退院した2人はその後、検査入院となった。川栄は事件後、朝5時まで眠れない日々が続いたという。入山は5月27日、自身の初主演となった映画『青鬼』に関する取材を受ける予定になっていたが中止となった。また、入山は翌28日に行われた、AKB48メンバーがダーツに挑戦する『DARTSLIVE×AKB48』プロジェクトの発表会にも出席予定であったが、欠席した。しかし、2人はすぐに電話を通して番組への出演を果たした。川栄は『バイキング』の水曜日のレギュラー出演者であり、5月28日（水曜日）の同番組の放送において、検査入院していた病院から電話を通して出演した。入山は同日深夜（日付上は翌29日）に放送されたニッポン放送のラジオ番組『AKB48のオールナイトニッポン』に電話で出演した。なお、川栄は翌週6月4日の『バイキング』においても電話で出演した。この日の放送では、川栄の電話出演は予定されていなかったが、川栄側から番組サイドへ電話したことにより出演が実現した。
事件から13日後となる6月7日、川栄が公の場に復帰した。この日は味の素スタジアムにおいて、シングル曲の選抜者をファン投票で決める企画「AKB48 37thシングル 選抜総選挙」の開票イベントを開催した。当日朝にはスポーツ報知により、川栄と入山のイベント参加が実現する旨の報道がなされたものの、イベントの第2部において、2人とも欠席した旨がアナウンスされた。しかし、川栄は遅れて会場に来場しており、会場の裏で順位発表を聞いていた。川栄は投票の結果16位にランクインしており、その旨がアナウンスされた際、サプライズとしてステージに登場した。川栄は私服にレインコート姿で（イベント当日は雨天であった）、負傷した右手には包帯が巻かれていた。ステージ上でのコメントで川栄は事件について、
- 「速報が45位で、正直その日から毎日くよくよして毎晩泣いていて、この1年自分は何をやってきたんだろうと思っていた時に今回のことが起きて、私は神様がクヨクヨしている自分に喝をいれてくれたんだと思いました。そしたらこんなところでは立ち止まっていられないなと思いました」

と発言している。なお、速報とは事件4日前の5月21日に発表された投票の途中経過のことであり、川栄の速報での順位は前年の最終結果25位から20ランクダウンとなった。このサプライズ復帰は、川栄本人がスタッフに志願したことで実現したものである。一方、入山は20位にランクインしており、会場に姿を見せることはなかったものの、電話を通してランクインに対するコメントを述べた。
選抜総選挙開票イベントの翌日となる6月8日、川栄と入山は、大島優子の卒業コンサートを会場で観覧した。6月11日、川栄は『バイキング』のスタジオに復帰した。このとき右手の手のひらから親指にかけて包帯とギプスが巻かれており、左手の甲には点滴の跡と思われる絆創膏が貼られていた。事件以降、川栄の生放送番組への出演はこれが初である。
川栄が選抜総選挙で姿を見せてから23日後、入山も公の場に登場した。事件から36日後となる6月30日、AKB48劇場に入山が姿を見せた。この日行われた公演は、AKB48内で入山が所属している「チームA」による公演であり、公演が始まる前に入山がサプライズでステージに登場し、ファンに対してあいさつした。入山はまだ肘から指先までギプスをつけている状態であり、この日はギプスを隠すようにピンク色のストールを巻いていた。歌やダンスには参加しなかった。入山が公の場に立つのは、事件以降初である。
入山はその後、事件直後に取材が中止になった自身初主演の映画『青鬼』の公開を記念した舞台あいさつに出席した。舞台あいさつは、事件から42日を経た7月6日に実施され、入山は右手にギプスをしたまま出席した。映画の関係者によると、舞台あいさつは事件を受けて予定が一時なくなってしまったが、入山の「ファンに会いたい」という強い要望により実現したという。一部メディアはこの舞台あいさつへの出席を入山の本格的な復帰ととらえている。J-CASTニュースの記事は、入山の「本格復帰」が舞台あいさつとなった理由について、「握手会は拘束時間が長いため、入山さんの体調を考慮して拘束時間の短い主演映画の舞台あいさつを本格復帰の場に選んだようだ」と推測している。なお、AKB48はこの舞台あいさつの前日に事件後初となる握手会イベントを開催しており、入山は川栄とともにこの握手会を欠席している。
事件から48日が経過した7月12日、川栄がAKB48のライブ・パフォーマンスに復帰した。事件以降、けがの影響が考慮され、パフォーマンスへの復帰はなされずにいたが、この日放送された『THE MUSIC DAY 音楽のちから』において実現した。この番組にはAKB48が出演し、先の「選抜総選挙」において歌唱メンバーが決定された楽曲「心のプラカード」をテレビ初披露した。川栄はこのときのパフォーマンスに参加した。右手親指には、まだギプスが残っていた。川栄がライブ・パフォーマンスに参加したのは、事件発生直前に握手会イベントで開催されていたミニライブ以来である。スポニチアネックスの記事は、川栄のこの復帰タイミングについて「総選挙の選抜メンバーによる歌は、6月下旬から7月中旬に初披露されることが恒例化してきただけに、川栄のステージ復帰もこのタイミングに合わせたとみられる」と推測している。
川栄はパフォーマンス復帰から4日後、ギプスを外した姿を見せた。7月16日、事件から52日が経過し、川栄は自身のgoogle+でギプスが取れた旨を報告した。この日は水曜日であり、川栄はギプスなしの姿で『バイキング』に出演した。なおこのとき、ギプスのあった場所にはテーピングのようなものが貼られていた。
同じく7月16日の深夜（日付上は翌17日）、入山がラジオ番組でスタジオ復帰を果たした。出演した番組は『AKB48のオールナイトニッポン』である。入山は事件直後、電話でこの番組に出演していたが、番組スタジオへの復帰はこれが初である。なお、この番組では1週間前の7月9日深夜の放送において、腎嚢胞の発症により活動を休止していた峯岸みなみが復帰しており、入山のスタジオ復帰により、AKB48メンバーの復帰が2週連続で見られることとなった。この経緯により、番組には事件以降出演していなかった川栄について、出演を希望する意見が殺到した。川栄の番組出演は、入山が復帰した翌週、7月23日深夜の放送で実現した。
事件から85日が経った8月18日、先に復帰していた川栄に続き、入山がライブ・パフォーマンスへの復帰を果たした。この日は東京ドームでコンサートを開催した。本編最後の楽曲「アリガトウ」の曲紹介時に、入山がステージに登場してあいさつをした。その後、同楽曲をAKB48の全メンバーとともに歌唱した。右手にはまだ包帯とギプスが残っていた。入山のライブへの参加は、事件発生直前に握手会イベントで開催されていたミニライブ以来である。コンサートは8月20日まで3日間にわたり開催されたが、入山が参加したのは初日のみで、残る2日は欠席した。また、入山はギプスをつけたまま、月刊誌『SWITCH』2014年9月号（スイッチ・パブリッシング）のグラビア撮影を行った。この雑誌は8月20日に発売された。
その後、川栄はAKB48劇場での公演へ復帰を果たした。関係者によると、9月中旬、医師から川栄に対して激しい運動をしてもよいという許可が出たという。そしてこの時期から川栄の劇場公演への復帰のタイミングが探られており、復帰が実現したのは10月8日、事件から136日後に行われた公演であった。事件前に川栄が出演した最後の公演は5月18日のものであり、川栄が劇場公演でパフォーマンスをしたのは143日ぶりとなった。入山についても、2015年2月13日（事件264日後）の劇場公演にて復帰を果たした。
握手会イベントについては、川栄、入山ともに2014年中における復帰は実現しなかった。その後、AKB48が2015年3月にリリースしたシングル「Green Flash」の個別握手会についても、2人は「怪我の静養」を理由に参加しない予定となっている。握手会に関して川栄は2014年9月20日、トークライブアプリ「755」において、ファンから復帰時期を質問され「やらないと思いますすいません」と回答している。なお、このように握手会をやらないと表明したことに関して、一部の人間が川栄を非難するという騒動が発生した。
2015年3月26日、川栄はさいたまスーパーアリーナで開催された『AKB48春の単独コンサート〜ジキソー未だ修行中!〜』において、AKB48を卒業することを発表。卒業の理由の一つに本事件で握手会に出られなくなったことを挙げており、握手会に復帰しないまま2015年7月にAKB48を卒業した。なお、入山は川栄本人から卒業の意思を事前に聞いたが、それに次いで自身も卒業するという噂は否定し、2022年3月までAKB48のメンバーとして活動を続けた。

## 影響

### AKB48グループの活動
事件は負傷した川栄と入山だけでなく、握手会を開いていたAKB48や、事件発生時に存在していた姉妹グループであるSKE48、NMB48、HKT48（合わせてAKB48グループと呼ぶ）の活動にも影響を残すことになった。
当時AKB48のメンバーでAKB48グループ総監督を務めていた高橋みなみは事件直後、グループのプロデューサーである秋元康に対し「AKB48は終わりました」と話しており、また秋元は一時グループの解散を視野に入れたという。

#### 事件当日
事件当日である5月25日にはAKB48のほかに、SKE48が愛知県名古屋市のポートメッセなごやでシングル「未来とは?」のリリースに伴う個別握手会を開催していたが、グループは事件を受けて握手会を途中で中止とした。NMB48およびHKT48は握手会を行っていなかった。
この日、事件現場となったAKB48の握手会は中止となった一方、AKB48劇場での劇場公演は18時から通常通り開催された。劇場には事件を受け、AKB48のファンや報道陣が殺到し、パトカーが出動するに至った。また、従来は公演が終わった際にグループメンバーとファンがハイタッチを行っていたが、中止になった。関係者はこれについて「メンバーが大きなショックを受けていることを考慮した」と説明した。AKB48グループではこのほか、NMB48がNMB48劇場で18時から公演を開催したが、AKB48と同様にハイタッチを中止とした。
またこの日、高橋みなみを含むグループのメンバーとスタッフを交えた会議が東京で開かれた。この会議において、事件現場を知らないスタッフの「こんなことに負けちゃダメだ。握手会はすぐに再開しよう」という意見に対し高橋が「状況をわかってるんですか！」と激怒し反対している。高橋のこの意見を踏まえ、以降しばらくの間、AKB48グループの握手会は行われないこととなった。延期または中止となった握手会などのイベントの詳細は後述する。

#### 警察からの要請
事件の発生により、AKB48の運営会社には警察から警備強化などの要請が入るに至った。事件翌日の26日、AKB48劇場がある秋葉原エリアを管轄する警視庁万世橋警察署は、AKB48の運営会社に対し、劇場公演における警備強化や安全対策を行うよう要請した。具体的な手段として、客席の最前列の空席化、金属探知機などの導入、警備員の増員、公演後のハイタッチの自粛を求めた。同署は握手会イベントについても、警備の強化および刃物などの持ち込みを防ぐ対策が行われるまで中止するよう要請した。

#### 劇場公演

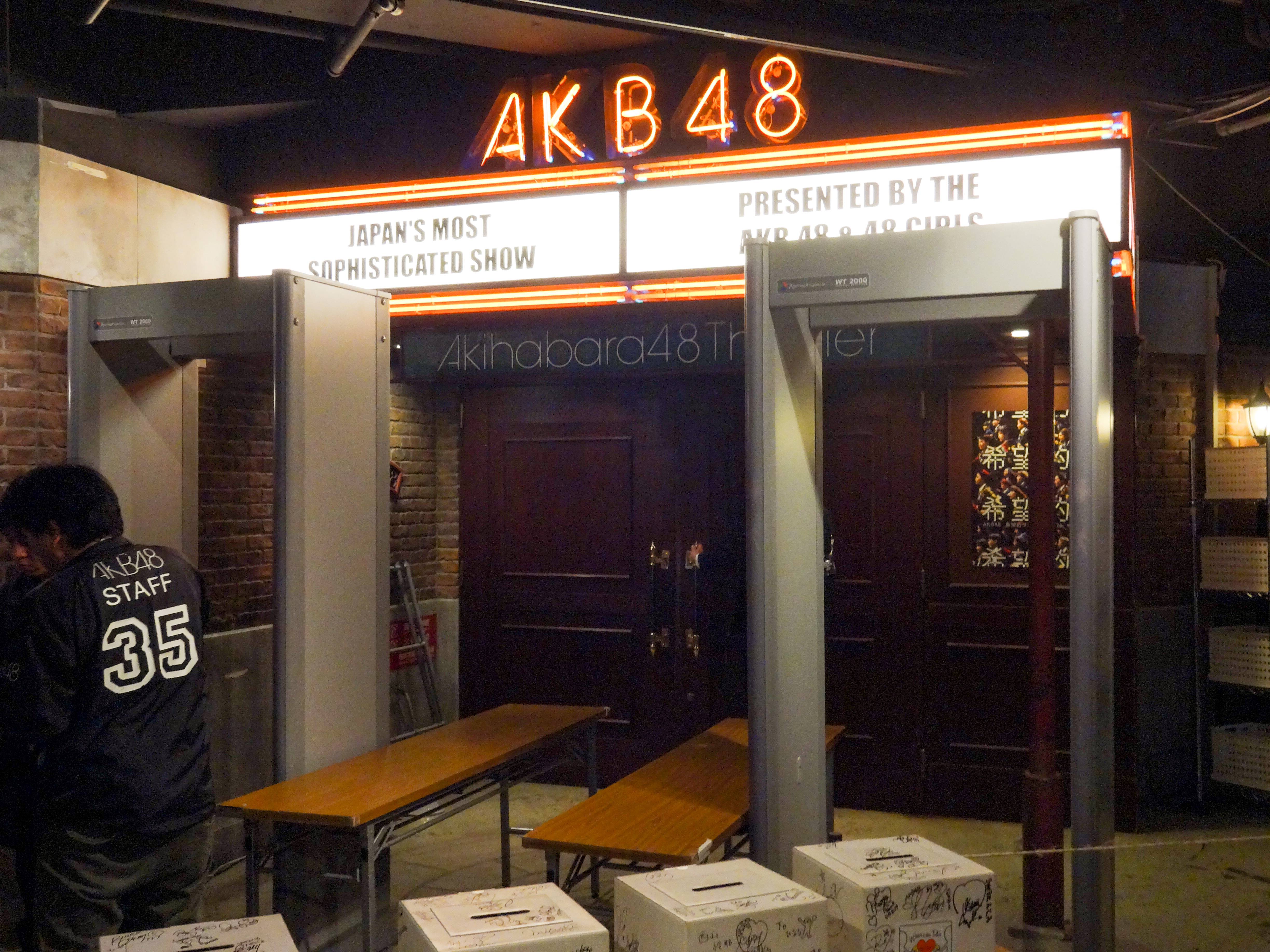
金属探知機が導入されたAKB48劇場（2014年11月30日）

事件を受け、AKB48は劇場での公演をしばらくの間休止することになった。警察からの要請が入った5月26日、グループはAKB48劇場でこの日行う予定であった公演を休止し、劇場を休館とすることを発表した。この発表と同日、AKB48劇場を5月31日まで休館とすることが発表された。26日から31日までの6日間で7つの公演が予定されていたが、すべて中止となった。6月1日はもともと休館日であり、AKB48劇場では7日間にわたり公演が行われない日が続くことになった。
一方、姉妹グループはそれぞれの劇場において26日の公演を通常通り行った。しかし、公演の開催にあたっては厳戒態勢が敷かれた。各劇場では客席の最前列をすべて空席としたほか、金属探知機を導入し、これを用いたファンの荷物検査を行った。警備員の増員もなされた。前日のAKB48およびNMB48の公演と同様、終了後のハイタッチはなされなかった。なおこの日、NMB48の公演において、同グループメンバーの梅田彩佳により事件についてのコメントがなされた。AKB48グループのメンバーが公の場で事件についてコメントしたのはこれが初である。また、26日の公演に際して用いられた金属探知機はハンディタイプのものであり、翌27日には3つの姉妹グループの劇場すべてにゲート型の金属探知機が設けられた。
7日間にわたり休館されたAKB48劇場においては、公演の再開に向け、安全対策の準備が進められた。万世橋警察署は5月31日までに、AKB48劇場における安全対策を確認した。そして6月2日、事件発生日以来8日ぶりとなる劇場公演が行われた。この日の劇場公演は厳戒態勢が敷かれた。まず、250席ある客席のうち、最前列にある21席はすべて使用不可とされ、使用可能な客席は229席となった。これによりステージと使用可能な客席の距離が2mとなり、従来の1.5mから広がった。ステージ左右の花道も使用不可となった。また、客席のベンチ間の通路に鉄柵が設けられ、通路の前方にも高さ70cmの柵が設けられた。そして、劇場の入り口に設置された2台のゲート型金属探知機により、入場者に対し検査が行われた。金属探知機は空港に設置されているものと同じレベル設定であった。探知機が反応した入場者については、警備員によりボディチェックが行われた。警備員やスタッフの増員も行われた。警備員は従来の2人から8人増となる10人、会場整理スタッフは従来の6人から1人増の7人となり、両者の合計は8人から9人増の17人となった。私服警官も3人配置された。公演開始前には、万世橋警察署の警察官6人が安全対策の確認を実施した。
厳戒態勢は公演の開始時刻に影響した。金属探知機による入場者の検査に時間が費やされ、開始時刻が遅れることとなった。関係者によると、従来の入場にかかった時間は10分から15分ほどであるが、検査の影響でその2倍近くの時間がかかったという。18時15分過ぎから行われた入場はおよそ25分を要し、18時40分過ぎに終了した。公演は、定刻の18時30分からおよそ20分遅れて開始された。また、ロビーでのモニター観覧および公演終了後のハイタッチは当面中止となった。
AKB48にはグループ内に「チーム」とよばれるいくつかの小グループがあり、6月2日に再開された公演は「チームA」によるものであった。チームAはAKB48の歴史上最も早く結成されたチームであり、事件で負傷した川栄と入山が所属している。当初、この日は「チームK」による公演が行われる予定であったが、チームAによる公演に変更された。関係者によると、この変更がなされた理由は「再出発にはAKBの原点、チームAがふさわしい」と判断されたためであり、AKB48のメンバーからも同じような意見が出たという。一方、当時チームAのメンバーであった高橋みなみは、公演冒頭のあいさつで「なぜ今日チームAなのかと言うと、川栄、入山がいるチームだからです」とコメントしている。
AKB48劇場で公演が再開されたという旨は、朝のワイドショー番組などで大きく取り上げられた。テレビ番組の調査などを行う会社「エム・データ」調べによる、6月2日から7日までの期間における芸能ニュースランキング（NHK、日本テレビ、TBS、フジテレビ、テレビ朝日の5局で午前10時30分までに放送されたワイドショーおよびニュース番組における芸能の話題を、取り上げられた時間の合計でランキング化したもの）において、AKB48劇場で公演が再開されたという話題が1位を獲得した。放送時間は合計1時間31分5秒であった。
なお、6月2日にもともと予定されていたチームKによる公演は、翌3日に行われた。2日の公演は開演時間がおよそ20分遅れたが、この日の公演では遅れがおよそ5分に短縮された。3日はもともと、休館日の予定であった。
事件からおよそ2か月が経過した7月下旬、AKB48および各姉妹グループの劇場において、空席にするという措置がとられていた最前列の座席の使用が再開された。また、従来行われていたハイタッチに代わり、AKB48劇場では10月15日から公演終了後にメンバーによる観客の「お見送り」を行っている。SKE48劇場でも同様に10月15日から、NMB48劇場では10月17日から、HKT48劇場では11月23日からお見送りが開始された。お見送りの実施理由について、SKE48劇場支配人候補生（当時）の今村悦朗は「メンバーからのご挨拶も、以前にようになるべく早く復活させなければならないと我々は考えていました」（原文ママ）とコメントしている。

#### 各種イベント

##### 握手会などの中止・延期
事件を受けて、予定されていた各種のイベントは、次々と延期になった。5月26日、AKB48は石川県金沢市で握手会イベントを予定していたが、8月29日に延期となった。なお、この握手会イベントは全国握手会や個別握手会とは別に、シングル「鈴懸の木の道で「君の微笑みを夢に見る」と言ってしまったら僕たちの関係はどう変わってしまうのか、僕なりに何日か考えた上でのやや気恥ずかしい結論のようなもの」（「鈴懸なんちゃら」）のTSUTAYAでの購入者を対象にしたものであった。またこの日、NMB48の一部メンバーが出演し、なんばグランド花月で行われる予定であった「NMB48 feat. 吉本新喜劇」第9回公演が同じく延期となった。NMB48の運営事務局によると、改めて警備体制の構築およびチェックを行ったものの「万全を期すため」という理由で延期を決めた。同所での公演が警備上の理由で延期されるのは初である。5月28日には、広島県福山市でAKB48のメンバーである岩佐美咲のイベントが開催される予定であったが、福山市と事務所側が「警備面で安全性を確保できない」と判断したため、7月16日に延期となった。5月29日および30日に青森県で開催が予定されていた握手会イベント（5月26日のものと同じく「鈴懸なんちゃら」のTSUTAYAでの購入者を対象としたもの）も中止（延期なし）となった。
これ以降も事件の影響は続き、以下に示す各グループの握手会および写真会は中止もしくは延期となった。
| 予定日  | AKB48                                                   | SKE48                                               | NMB48                                            | HKT48                                                    |
| ------- | ------------------------------------------------------- | --------------------------------------------------- | ------------------------------------------------ | -------------------------------------------------------- |
| 5月31日 | シングル「ハート・エレキ」「前しか向かねえ」 全国握手会 | シングル「未来とは?」 個別握手会                    | シングル「高嶺の林檎」 個別握手会                |                                                          |
| 6月1日  | シングル「ラブラドール・レトリバー」 個別握手会         |                                                     | シングル「高嶺の林檎」 なんば式写メ会            |                                                          |
| 6月14日 | シングル「ラブラドール・レトリバー」 全国握手会         |                                                     |                                                  |                                                          |
| 6月15日 | アルバム『次の足跡』 劇場盤発売記念大写真会             |                                                     |                                                  |                                                          |
| 6月21日 |                                                         | シングル「賛成カワイイ!」 全国握手会（NMB48と合同） | シングル「高嶺の林檎」 全国握手会（SKE48と合同） | シングル「桜、みんなで食べた」 劇場盤発売記念ペア握手会  |
| 6月22日 |                                                         | シングル「未来とは?」 全国握手会（HKT48と合同）     |                                                  | シングル「桜、みんなで食べた」 全国握手会（SKE48と合同） |
| 6月29日 | アルバム『次の足跡』 劇場盤発売記念大写真会             |                                                     |                                                  |                                                          |

##### 警備の強化
握手会を中心にイベントの延期が続く中、いくつかのイベントは警備を強化して行われた。事件から3日後の5月28日、AKB48のメンバーがダーツに挑戦する『DARTSLIVE×AKB48』プロジェクトの発表会イベントが行われ、AKB48のメンバーが事件後初めてイベントに出席した。イベントでは事件を受けて警備の強化が行われた。ステージの両端では制服の警備員4人が警備にあたった。このほかに「警備」の腕章をつけたスタッフおよそ10人が出入りしていた。このイベントは報道陣のみを対象としたものであった。まんたんウェブの記事によると、報道陣向けのイベントでこのような警備態勢が敷かれるのは「異例の措置」であり、警備強化の理由について関係者からのコメントはなかったが、同記事では「事件を受けた対応とみられる」と推測している。なおこの日は映画『美しい絵の崩壊』のトークイベントも行われ、当時AKB48メンバーであった塚本まり子が出席した。このイベントにおいても、会場となった劇場のスクリーンの両脇に警備員が配置され、ロビーでの報道陣による取材の際も塚本の左右に警備員が配置されるといった警備の強化が見られた。
これ以降、AKB48グループに関連するいくつかのイベントにおいて、警備の強化がなされ、あるいは予定されていた一部の内容が中止されることになった。5月29日に行われた「AKB48選抜総選挙ミュージアム」オープニングセレモニーでは、2人の警備スタッフによる警備が行われたほか、予定されていた囲み取材が事件を受けて中止になった。同じく5月29日に行われた、HKT48のメンバーである指原莉乃が主演を務めている映画『薔薇色のブー子』の公開前夜祭イベントでは、警備員の人数が通常通りの9人であり、出演者に対する厳重な警備は行われなかったが、指原ら出演者が客席でファンと行う予定であった写真撮影は警備上の都合で中止となり、入場時にはスタッフ4人による手荷物検査が行われた。5月30日に開幕した展覧会「AKB48選抜総選挙ミュージアム」では、前年の2倍以上となる30人以上の警備員および警備スタッフが配置され、入場者に対する手荷物検査や金属探知機による検査がなされた。6月2日に開催された、AKB48のメンバーである岩田華怜が出席した「笹かまの日大使」の任命式イベントでは、警備員が配置されたほか手荷物検査がなされた。6月7日に開催された「選抜総選挙」の開票イベントおよび翌8日に開催された大島優子の卒業コンサートについても警備が強化されているが、これらについての詳細は後述する。
一方、5月30日に行われた、フジテレビの番組『AKB48 第6回選抜総選挙 生放送SP』に関連する特別企画「戦国アドトラック出陣式」においては、屋外で行われたイベントであったが警備員の配置はなされなかった。
警備の強化は、事件後に日本国外で行われたイベントにも及んだ。SKE48が7月15日に台湾・台北市で開催し、メンバー3人が出席したファンミーティングにおいては、安全対策としてファンに対する手荷物検査や金属探知機による検査が行われた。持ち込みできるかばんはひとつだけという条件がつけられ、その中身もチェックされたほか、飲料は試飲による確認がなされた。警備員は70人が動員された。このイベントではミニライブや質疑応答が行われたのみで、握手などはなされなかった。HKT48が8月25日に同じく台北市で開催し、メンバー3人が出席したファンイベントでは握手会が行われたが、このイベントでも金属探知機の導入などの安全対策がなされた。

##### 選抜総選挙
AKB48は、一部のシングル曲において、その歌唱メンバーをファンからの投票で決定する「選抜総選挙」とよばれる企画を行っている。事件が発生したのは「AKB48 37thシングル 選抜総選挙」の投票期間中であり、結果の開票を6月7日に控えているときであった。事件発生以降、予定されていた握手会の延期が決まる中、選抜総選挙の開票を行うイベント「AKB48 37thシングル 選抜総選挙 夢の現在地〜ライバルはどこだ？〜」がどうなるかについて、ファンの間で話題になっていた。中止になるのではないかと考えるファンもいたが、5月28日、AKB48の公式ブログが更新され、予定通り開催するという旨が明らかになった。この発表に先立ち、27日、イベントの主催者であるAKSと警視庁調布警察署が、金属探知機による手荷物検査の実施などにより警備の強化を図るということで合意していた。イベントの実施にあたり、入場時間を予定より1時間早めることになった。これについてMusicVoiceの記事は、6月2日のAKB48劇場での公演において厳戒態勢が公演開始時刻に影響したことを踏んだものであると推測している。
6月7日、東京都調布市の味の素スタジアムにおいて、予定通り選抜総選挙の開票イベントが開催された。入場は当初の予定より1時間早い11時30分から行われた。入場者に対しては、金属探知機による厳重な検査が行われた。検査の対象は7万人にのぼる観客だけでなく、取材関係者やスタッフにも及んだ。はじめに荷物検査を行ったうえで金属探知機による検査を行うという検査方法が取られ、6つの入場ゲートすべてで検査が行われた。荷物検査にあたっては106人のスタッフが動員され、ハンディタイプの金属探知機は122台用意された。金属探知機は性能がよく、現場ではつねに警報音が鳴ることとなり、このことについてデイリースポーツの記事は「異様な雰囲気となった」と報じている。日刊スポーツの記事は、イベントなどにおいて万単位の人間に対して金属探知機による検査を行うことについて「前代未聞」と報じている。7万人に対する検査には時間がかかり、入場時間が1時間早められていたにもかかわらず、イベントは予定開始時刻から45分遅れて15時15分に開始された。デイリースポーツの記事は、厳重な警備が行われたことに加え、この日激しく雨が降っていたことも開始時間に影響したと推測している。
イベントでは、調布警察署の警察官50人が警備を行った。調布警察署によると、当初はこれより少ない人数での警備を予定していたが、AKB48サイドからの要望もあり増員したという。同署の幹部は、増員理由を「手荷物検査などで警備員に協力するため」と説明している。警察官のほか、ファンの有志も警備にあたった。
このイベントは2部制がとられており、第1部ではAKB48グループによるライブ、第2部では開票が行われた。第2部においては前述のとおり、事件で負傷した川栄が公の場へ復帰した。また、開票時にはランクインした各メンバーがステージにのぼってコメントを残した。エキサイトレビューのライターである近藤正高は、このステージ上でのメンバーのコメントについて「事件に直接言及するしないにかかわらず、その影響をうかがわせる言葉が多々あった」と指摘している。たとえば、最終結果で10位となったSKE48の須田亜香里が雨天にもかかわらずステージの屋根がかかった箇所より前に出てコメントを行ったことについて、近藤は「そうした事態（事件を受けて劇場で最前列が使用不可となるなど、メンバーと観客を遠ざける処置がとられているという事態のこと）を踏まえて、あえてファンとの距離を縮めて語りかけようと思ったのだろう」と指摘している。なお、事件の影響を受けたコメントとしてAKB48の小嶋陽菜によるものがあるが、これについては後述する。

###### 開票結果への影響
事件発生前の5月21日、投票の途中経過を示す「速報」が発表された。事件で負傷した川栄の速報結果は4,057票で45位にランクインした。同じく負傷した入山については2,871票で77位であった。
その後、事件が発生したことで、事件が選抜総選挙の結果にどのような影響をもたらすかが注目された。アイドル評論家の西幸男は、この点をZAKZAKの記事において注目ポイントのひとつとして挙げた。記事では、川栄と入山の順位について「お見舞い票も入って順位はかなり上がりそうだ」と予想された。一方、鳥取大学教授の石井晃は、各メンバーに関するファンのブログなどの書き込み数やその推移、広告宣伝効果、口コミをもとに選抜総選挙の結果を予想しており、「二人を心配したり、事件そのものへの書き込みが多いが、現時点では大幅に得票を伸ばしそうな推移はない」と分析した。毎日新聞デジタルが調査会社「マクロミル」の協力により投票の動向を独自にアンケート調査した結果では、川栄と入山の得票率の順位はそれぞれ6位、12位と高順位をつけた。2人を選んだ回答者からは、「襲撃されかわいそう」「けがを負わされかわいそうだ。応援したい」「今回の事件から立ち直ってほしい」といった事件に関連したコメントが多く寄せられた。
6月7日に発表された最終結果においては、川栄は39,120票で16位、入山は34,002票で20位となった。2人の順位はそれぞれ速報から29ランク、57ランク上昇していた。物語評論家のさやわかは、リアルサウンドの記事において、2人が速報から大きく順位を上げたことについて「川栄李奈と入山杏奈が20位以内にランクインしたことにより、握手会によるマイナスイメージは多少は払拭できたかもしれません」とコメントしている。

##### 大島優子卒業コンサート
事件が発生した際、AKB48は選抜総選挙のほかにもうひとつイベントを控えていた。そのイベントは選抜総選挙開票イベントの翌日である6月8日に開催が予定されていた、当時AKB48のメンバーであった大島優子の卒業コンサートである。選抜総選挙と同様、事件を受けてこのコンサートがどうなるかファンの間で話題になり、5月28日、AKB48の公式ブログで予定通り開催するという旨が明らかになった。このコンサートは選抜総選挙と同様、味の素スタジアムで開催され、観客動員数も同じく7万人であった。警備体制も選抜総選挙と同様であり、7万人の観客に対して金属探知機による検査が行われた。入場時間も予定より1時間早められ、14時からの入場となった。入場はスムーズに行われ、コンサートは定刻から10分遅れの17時10分に開始された。

##### 握手会の再開
AKB48の握手会を主催するキングレコードは、事件発生以降、6月に予定されていた握手会や写真会をすべて延期とし、事件の再発防止のため、警備会社であるJSSの監修のもとで握手会会場における厳重な警備体制について検証を重ねた。そして、安全に開催する準備が整ったため、握手会の再開が決まった。6月30日、同社のホームページ上で握手会の再開が発表された。事件後初の握手会は、7月5日に東京ビッグサイトで開催されたシングル「前しか向かねえ」の個別握手会であった。
握手会の開催に先立ち、AKB48グループカスタマーセンター長の戸賀崎智信は、AKB48グループのすべてのメンバーおよび握手会関係者に対し、今後の握手会における変更点を説明し、今後どのようにすべきか話し合った。話し合いの結果、事件の影響で未だ悩んでいるメンバーがいることが明確になった。そうしたメンバーのことを考慮し、7月5日の握手会について、これに参加するかどうかをメンバー個人個人に一任する「選択制」をとることにした。この「選択制」について、ファンからは賛否両論が寄せられた。
7月5日、事件から41日が経ち握手会が再開された。この日の握手会は選択制の結果、AKB48グループのメンバー250人が参加した。事件で負傷した川栄と入山をはじめとするメンバー10人については事前に欠席することが発表されていたが、AKB48の運営側によると、精神上の理由で欠席を申し出たメンバーはいなかったという。会場への入場は当初の予定より30分早い午前8時からとなり、握手会は午前9時から開催された。
入場が早められた理由は、ファンに対して行う検査に時間が掛かることを想定したためである。入場者に対しては手荷物検査が行われた。まず、持ち込み可能な荷物はひとつで、その大きさについても縦、横、高さの合計が90cm以内のものと条件がつけられた。そして、かばんの中にある袋類も確認がなされ、傘についても開閉によるチェックが行われたほか、飲み物についても警備員の前での試飲による検査がされた。また、握手会には50台の金属探知機が導入され、これによるボディチェックも行われた。金属探知機による検査はファンだけでなくスタッフや報道陣にも及んだ。握手会に関わるスタッフも増員された。警備スタッフは従来50人であったが、この握手会ではその7倍となる350人となり、会場整理スタッフは700人が動員された。警視庁の腕章を巻いた私服警官も警備に加わった。
実際にファンとメンバーが握手を行うレーンにも変更が及び、握手も厳重な警備と安全対策のもとで行われた。従来の握手会では各レーンがカーテンでおおわれていたのに対し、レーン間の仕切りがパーティションのみとなり、見通しの良い状態に変更された。各レーンに待機するメンバー1人に対し、従来の2倍となる4人のスタッフが配置された。レーンのスタッフのうち1人はメンバーを警備する警備員であり、ほかの3人は手荷物の管理、参加券の確認、握手時間の管理をそれぞれ担当した。メンバーの後ろにはおよそ8mの退避スペースが設けられ、このスペースも警備員が巡回した。握手にあたり、ファンは手荷物をすべて預け、スタッフに手のひらの確認を受けた。この際、結婚指輪以外の指輪を外すよう求められた。ファンとメンバーの間には、従来は長机が配置されているのみであったが、高さ1m10cmのプラスチック製の柵が設けられ、握手はこの柵越しに行われた。握手をする時のファンの行動にも制限が加えられた。身を乗り出しての握手は禁止され、両手での握手も原則として禁じられた。メンバー側の行動にも一部影響が出ており、SKE48の古畑奈和が行っていたファンを迎えるときに飛び跳ねる「古畑ジャンプ」とよばれるパフォーマンスは、レーンの構造上の理由で不可能になった。握手を終えたファンが通るルートも変更になり、従来はレーンをそのまま通過することになっていたのに対し、通過せずにUターンをして戻るという形になった。
厳戒態勢で行われた握手会であったが、会場においては物々しさを解消しようとする工夫がみられていた。メンバーとファンの間に設けられた柵は、グループのロゴが入った薄緑色の幕で隠された。この幕は、握手会直前の2日間で関係者が用意したものであり、参加したメンバー全員分が揃えられた。レーンの間のパーティションには、オフショットを含むメンバーの写真が貼られた。
この握手会における警備費について、イベント関係者は「これほどの規模なら1000万円以上掛かってるのでは」と語っている。経済学者の田中秀臣は、警備体制について「従来の売り出し方と安全面を判断し、警備態勢についてはかなり高いハードルを設定したといえるのでは」と分析し、「そこまでして再開したのは、握手会がAKB人気の核心であり、そこが崩れるとファンが大きく減ってしまうから」「中核メンバーが卒業していく中、一番の特色を失いたくなかったのだろう」とコメントしている。また、この握手会でなされた柵の設置などの安全対策は、AKB48の公式ライバルグループである乃木坂46が事件後初めて行った握手会でのそれと同様のものになっており、この握手会の開催前にはAKB48と乃木坂46による意見交換が行われていた。
個別握手会に続いて、事件が発生した全国握手会も再開された。全国握手会は、AKB48のものより先に姉妹グループのNMB48のものが開催されることとなった。個別握手会が再開された翌日の7月6日、NMB48は大阪府大阪市のインテックス大阪でシングル「高嶺の林檎」の全国握手会を行った。この握手会でも、金属探知機による検査や柵越しでの握手が行われ、従来の7倍の警備員が動員されるといった厳戒態勢が敷かれた。握手会の前に行われていたミニライブは、事件の再発防止対策に万全を期するため中止となった。この1週間後となる7月13日、AKB48の全国握手会が再開された。AKB48にとって事件後初となる全国握手会は、事件が発生した握手会と同じくシングル「ハート・エレキ」および「前しか向かねえ」のリリースに伴うものであり、北海道札幌市の真駒内セキスイハイムアイスアリーナで開催された。この握手会でもステージでのイベントは行われない予定であったが、メンバー側からライブを開催したいという希望があり、それを受けてミニライブが開催された。

##### 新たな交流イベント
厳戒態勢による握手会の再開が実現した一方で、事件が発生して以降、AKB48の運営スタッフとメンバーは、ファンとの新たな交流方法を探っていた。グループが結成された当初は、メンバーとファンが遊園地で遊ぶなど、握手以外の形で直接交流するイベントが存在しており、新たな交流方法として浮かんだ案はグループの原点回帰を意識した「夏祭り」のイベントであった。このイベントは8月8日から10日にかけて、千葉県千葉市の幕張メッセにおいて「AKB48グループ夏祭り」のタイトルで開催され、AKB48だけでなく姉妹グループのメンバーも参加した。イベント会場には夏祭りというタイトルどおり、盆踊りのやぐらや屋台などが設けられた。メンバーは会場の様々な場所に登場し、一緒にゲームをする、糸電話で会話をするなどの形でファンと交流した。なお、3日ともイベントは握手会と同時に開催され、このうち8月8日に開催された握手会は、事件発生を受けて延期されていた握手会イベントのうちのひとつで6月14日に開催予定であったシングル「ラブラドール・レトリバー」の全国握手会であった。

#### 音楽作品のリリース
事件発生直前の5月22日、NMB48はイベント「NMB48 リクエストアワー セットリスト ベスト50」において楽曲「イビサガール」をグループ10作目のシングルとしてリリースすることを発表していた。しかし、その後事件を経て6月18日、グループは2作目のアルバムをリリースすることを発表し、これに伴い「イビサガール」がシングル曲からアルバム曲に変更されて配信でリリースされることになった。関係者によると、この変更は事件の影響でなされたものではないというが、変更理由について公式に告知されることはなかった。一方、音楽・映画ジャーナリストの宇野維正は、「イビサガール」のリリース形態の変更が事件によりAKB48グループの全国握手会ができなくなっていた影響を受けたものであると見られていることを指摘しており、アルバムのリリースについても「CD発売中止を受けて、急遽前倒しになったものだとも」と記している。

#### メンバーの個々の活動

##### SNSの自粛
AKB48グループのメンバーは、Google+などのSNSへの書き込みにより情報発信を行っているが、事件直後はこれらの書き込みがほとんどなされない時間が続いた。
事件が発生した5月25日には、当時AKB48メンバーの大島優子がGoogle+にて「こんな事態になるなんて…」「とにかく二人とも無事で良かった」といった事件に関する書き込みを行ったが、すぐにこれらの書き込みを削除している。スポニチアネックスの記事はこの削除の理由を「事態の大きさを考慮したためか」と推測しており、一連の流れをAKB48側の「混乱ぶり」として報じている。通常、Google+にはAKB48グループのメンバーによる多くの書き込みが見られるが、事件翌日の26日からは、当時AKB48からの卒業を控えていた片山陽加によるものを除き、一切の書き込みが見られなかった。書き込みが見られなかったのは、メンバーたちが書き込みを自粛していたことによる。自粛に至った理由についてRBB TODAYの記事は「負傷した川栄や入山を気遣ってか」と推測している。
AKB48グループのメンバーによる書き込みは、Google+以外のSNSにおいても自粛されていた。この状況が続く中、HKT48のメンバーである指原莉乃はファンが不安に思い始めていることを察し、AKB48グループ総合プロデューサーの秋元康に対して「私たちからコメントを発信していってもよろしいですか？」というメールを送った。秋元はこれに対し、「そもそも自粛させているつもりはないが、本当に皆が更新しにくい状況ならば、指原が思うようにやればいいよ」とアドバイスした。指原は5月27日、AKB48グループのメンバーの中で初めて、事件を受けてのコメントをTwitterに書き込んだ。日刊スポーツはこれについて「AKB48過去最大の危機に突破口を切り開いた」と記している。
指原によるTwitterへの書き込みがあった27日、事件で負傷した川栄と入山を含め、メンバーたちが次々とGoogle+への書き込みを始めた。28日には、高橋みなみがgoogle+において「ファンの皆さんとメンバーで作り上げてきたAKB48。ファンでもなかった1人の身勝手な行動で壊したくないです」「（誰でもよかった、という犯行動機について）そんなことあってもいいのでしょうか？ 私たちはこんなやつのためにこんな事が起こるために握手をしてるわけじゃなかったはずです。」「ファンのみんなと築いてきた絆とメンバーの思いをなめないでほしい」と犯人の男を厳しく非難するコメントを出した。
なお27日、Twitterにおいて入山になりすました人物による書き込みがなされ、その後サンケイスポーツおよびスポーツ報知がこの書き込みを入山本人のものとして報じるという誤報があった。スポーツ新聞だけでなく、フジテレビ系列のテレビ番組『めざましテレビ』においてもスポーツ報知の記事を紹介するという形で同様の報道がなされた（その後番組内で訂正が入った）。

##### 卒業発表の中止
事件が発生したのは前述のとおり選抜総選挙の開票イベントを控えていたときであり、AKB48のメンバーである小嶋陽菜は、開票イベントにおいてグループから卒業することを発表するつもりでいた。しかし、小嶋はその後開票イベントでの卒業発表をしないことを決断した。その理由のひとつが事件の発生であり、小嶋は開票イベントでのコメントでこの一連の考えの変化について「今回の総選挙はファンの方々と思い出を作るために出たので、卒業を発表しようと決めていました。でも先日AKBにとっていろいろなことが起きました。それを受けて私はもうちょっとだけここにいて、私にできることをやろうと思いました。」と発言している。
なお、小嶋は卒業発表をしないと決めた代わりに、開票イベントのコメントとしてあたかも卒業発表をするかのように思わせる「ドッキリ」を用意することにし、それに向けて練習などをしたという。物語評論家のさやわかは、リアルサウンドの記事において「今後も同グループを継続させていくためには様々な面での努力が必要かと思います」とした上で、「チームの中で保護者的なポジションにある」小嶋によるドッキリコメントについて「冗談を交えながらAKB48を続けることを宣言したのは、ファンにとっても後輩世代にとっても非常に心強かったのではないでしょうか」とコメントしている。

#### 精神面でのフォロー
事件の発生を目撃していたメンバーたちは、精神的にショックを受けていた。AKB48グループ総支配人の茅野しのぶは当時の状況について「事件後、隣の人が急に立ち上がっただけでビクビクしてたり、夜眠れないメンバー達を見ていると、正直、握手会どころか普段生活を送るのも難しいじゃないかと思う時もありました」と語っている。スタッフはそうしたメンバーのために様々な行動を起こした。茅野は事件後多くのメンバーと話し、メンバーの保護者に対してもフォローを依頼した。HKT48では5月26日、すべてのメンバーおよびその保護者が集められ、当時の状況やそれ以降のことに関する説明会がなされた。このほか、精神的な問題に対応する専門医も増やされた。

### 乃木坂46の活動
AKB48グループに含まれる姉妹グループのほかに、AKB48の公式ライバルグループとして活動している乃木坂46がある。事件の影響はこのグループにも及んだ。
乃木坂46は事件5日後の5月30日に劇場公演『16人のプリンシパル trois』の開演を控えており、グループの運営スタッフは事件翌日の26日に同公演における警備を強化することを決めた。30日、厳戒態勢のもとで公演が行われた。まず、入場時にはおよそ1300人の観客に対して荷物検査と金属探知機による検査が行われた。金属探知機は5台用意された。持ち込み可能な手荷物は、縦と横の長さがそれぞれ40cm以内、かつ幅が20cm以内のものという制限が加えられた。会場に設置されているコインロッカーは、その使用が禁じられた。警備員も増員され、前年に行われた公演のおよそ2倍となる約50人（うち10人はボディーガード）が動員された。入場に時間がかかるという理由で、開場時間は予定より15分早められた。
握手会については、AKB48グループより先に実施される運びとなった。乃木坂46合同会社（以下、乃木坂46LLC）は、今回の事件の発生を受け、握手会について協議を進めた結果「ファンの皆様から握手会開催を切望するご意見を尊重したい」と判断し、事件から27日後となる6月21日にパシフィコ横浜で予定されていたシングル「気づいたら片想い」の個別握手会を開催することを決定した。開催にあたっては警備強化を行うこととし、検査などに時間がかかることから入場時間を早めることになった。当日の握手会は、厳戒態勢の下で開催された。入場時には手荷物検査および金属探知機による検査が行われたほか、警備員についても増員がなされた。手荷物検査においてはポケットの中やベルトとズボンの間などの確認、ペットボトルの飲料の試飲などの厳重な検査がなされ、ファンからは「まるで空港の検査。やりすぎだ」という意見も出た。主催者側のスタッフも「これまでは、ここまで細かい検査はしていなかった」と語っている。握手を行うにあたっては手荷物をすべて預け、握手は柵越しに行われた。なお前述のとおり、乃木坂46LLCはAKSサイドとの意見交換を行っており、この握手会における警備体制は、のちに再開されることになるAKB48の握手会へと受け継がれている。
その後、全国握手会も開催された。当初、乃木坂46はシングル「夏のFree&Easy」の全国握手会を「お話し会」と題されたイベントに変更することを発表していた。「お話し会」は、ファンとメンバーによる会話のみが可能であるイベントで、握手はできないという予定であった。また、ミニライブは従来どおり開催される予定であった。しかし7月14日、グループは「運営委員会で協議を重ねた結果、安全面での確認ができたため」という理由で、お話し会ではなく全国握手会を実施することを決定した。全国握手会は7月19日に開催された。予定されていたミニライブは、イベント運営の都合により中止が決定した。なお、日刊スポーツの記事は、「お話し会」への変更が全国握手会に限って予定されたのは個別握手会と全国握手会のシステムに差があることおよび事件が全国握手会で発生したことを踏まえたためであると推測している。
また、シングル「夏のFree&Easy」は、事件前にリリースされた前作「気づいたら片想い」と比較して売り上げが下がっており、リアルサウンドのライターであるポップスは、売り上げが伸びなかった理由のひとつが事件の発生であると推測している。

### メディアにおける対応
事件を受けて、AKB48に関連するいくつかの番組において、放送の延期などの措置がとられた。事件翌日の5月26日深夜（日付上は翌27日）からNOTTVで放送が予定されていた、入山が主演を務めたオムニバスドラマ『結婚させてください!!』のエピソード3が事件を受けて放送を見送られ、この時間の放送が同ドラマの別エピソードに差し替えられた。Techinsightの記事は、差し替えの理由について「彼女自身やファンの心境を配慮して放送内容が変更されたもようだ」と推測している。このドラマは事件から3か月以上が経過した9月1日深夜（日付上は翌2日）から放送された。5月30日深夜（日付上は翌31日）に放送が予定されていた、川栄が主演のうちのひとりであるテレビ東京系列のドラマ『セーラーゾンビ』の第7話についても延期となった。番組側は延期とした理由を「先般の事件を受け、総合的に判断した結果」と説明している。こちらは延期から1週間後となる6月6日深夜（日付上は翌7日）に放送された。テレビ東京はこの放送再開について「川栄さんの体調も回復に向かっていると聞き、視聴者から再開を望む声もあった」と説明している。このほか、NOTTVで放送されている番組『AKB48のあんた、誰?』においては、5月26日の生放送の公開観覧が中止となった。同番組における公開観覧は2か月近くにわたり中止となった。7月14日から再開されたが、参加できる人数は従来の50人から30人に減り、入場時には金属探知機による検査が追加された。
一方、事件の影響を受けなかった番組もある。TBSは『有吉AKB共和国』などAKB48に関連する番組を放送しており、5月28日の定例社長会見において、同局の番組における放送延期などの影響はないという旨を発表した。また、フジテレビは5月31日の『めちゃ×2イケてるッ!』において、事件前に収録され、川栄が出演した企画「めちゃ日本女子プロレス」を放送した。この放送はインターネット上で反響を呼んだ。放送が始まる前には「自粛しろ」「不謹慎だろ」などという批判が上がっていたものの、放送後は「りっちゃん（川栄）の元気な姿が見られてよかった」「自粛しなかった勇気」など賞賛の声が上がった。
一部のCMについても、放送の中止などに関する検討がなされることとなった。川栄は当時ユーキャンとAKB48のコラボレーション企画「AKBチャレンジユーキャン！2014」において薬膳コーディネーターの資格の取得を目指しており、これに関連したテレビCMに出演していたが、ユーキャンは5月26日、事件を受けて川栄が出演していたCMの放送を見合わせることを決めた。CMだけでなく企画の継続自体もユーキャンと関係各社により協議された。しかし、川栄から資格への挑戦に前向きな言葉を受けたことで、企画の継続が決定するとともに、5月30日、CMの放送が決定した。このほか、5月27日から放送が予定されていた、AKB48のメンバーが出演するアサヒ飲料の缶コーヒー「WONDA 金のラテ」のCMについても、事件を受けて放送の自粛が検討されたが、5月27日から予定通り放送されることとなった。

### その他各種イベント
事件の影響を受けたのは、AKB48の関連グループにとどまらなかった。事件が発生したのはアイドルブームの最中であり、AKB48以外のアイドルも様々な形でファンとの直接交流を行っていた。事件を受けて、アイドルグループなどが次々とイベントの中止、内容変更といった措置を取った。
女性アイドルグループのアイドリング!!!は、5月28日に行う予定であったシングル「キュピ♥」の発売記念イベントを「警察当局の指導」により中止とし、翌29日以降のイベントは会場内への手荷物の持ち込みなどを禁止する措置をとった。女性音楽グループのHappinessは、5月29日から6月1日にかけて行う予定であったシングル「JUICY LOVE」の発売記念イベントを中止とした。女性アイドルグループの私立恵比寿中学は、5月31日のラジオ公開イベントにおいて、イベント後に行う予定であった握手会を中止とした。女性歌手の鈴木このみは、5月31日実施のシングル「This game」の発売記念イベントにおいて、内容を変更した。イベントの一環として当初予定していた握手会を中止としたほか、イベント会場で持ち物検査およびボディーチェックを行う措置を取った。女性音楽グループの9nineは、アルバム『MAGI9 PLAYLAND』の発売記念イベントにおいて、内容を変更した。イベントの一環として5月31日に行う予定であった私物サイン会、および6月1日にミニライブとともに行う予定であったハイタッチ会をともに中止とした。男性アイドルの中山優馬は、5月31日および6月1日に予定していたハイタッチを含むイベント「優馬とHigh Five」を延期とした。プロ野球球団オリックス・バファローズのダンス・ボーカルユニットであるBsGirlsは、5月31日に予定していたものをはじめ、不定期に行っていたサイン会を当面の間見合わせた。AKB48の元メンバーである歌手の板野友美は、6月1日実施のアルバム『S×W×A×G』の発売記念イベントにおいて、予定していた握手会を中止とし、代わりに板野の直筆によるサインが入ったポストカードを渡すイベントを行った。
一方、警備強化などの対策をとった上でイベントを実施したケースもある。モーニング娘。などの女性アイドルグループの活動を運営するハロー!プロジェクトは、事件について「厳粛に受け止め」たうえで、「楽しみに待って頂いているファンの皆さまのためにも」という理由で握手会などのイベントを予定通り実施することを決定したが、警備については安全を確保するために従来より強化することとした。女性アイドルグループのでんぱ組.incは5月29日、2ショット撮影会を開催したが、実施にあたり警備員やスタッフを増員し、イベントに参加するファンに対して手荷物を事前に預けることを要請するなど警備体制を強化した。
一部映画の関連イベントにおいても安全対策の強化がなされた。5月26日に行われた映画『万能鑑定士Q -モナ・リザの瞳-』の関連イベントでは、事件を受けて急遽劇場の入り口に手荷物検査所が設けられた。同じ日に行われた映画『ポンペイ』のジャパン・プレミアイベントにおいても同様に、事件を受けて急遽手荷物検査が実施された。5月27日に行われた映画『X-MEN:フューチャー&パスト』のジャパン・プレミアイベントでは警備が強化されており、関係者によると通常の2倍である40人の警備員が配置されたほか手荷物検査も行われた。

## 事件を扱った映画
事件は、AKB48の活動を映したドキュメンタリー映画『DOCUMENTARY of AKB48 The time has come 少女たちは、今、その背中に何を想う?』において取り上げられている。この映画の監督である高橋栄樹は、映画で事件を扱うことについて「僕はいろんな難題や課題が降り掛かってきても、決して逃げない彼女たち（AKB48メンバー）をリスペクトしています。だからこそ、デリケートな問題でも、今回起きてしまった握手会での事件にも触れざるを得ないと思っています」と発言している。高橋は悩んだ末に事件について映画で扱うことを決めており、映画監督の本広克行からは「AKB48の歴史はアイドルの歴史なので、あれは嫌な事件だけどちゃんと向き合わないといけない、入れるべきです」という意見を受けていた。高橋は実際に事件を扱うにあたり、デリケートな題材であることからその取り上げ方に苦心したという。また、事件が扱われたことで映画の構成に影響が出た。この映画は予告編において「2度の総選挙の裏側を描く」という紹介がされていたが、事件が扱われたことで、選抜総選挙に関する時間が短くなった。事件に関する内容は、映画の後半部分で扱われている。

## 応援活動
事件を受けて、岩手県奥州市のファン有志「AKB48グループ絆SUPPORTER」がAKB48を応援する「応援幕」を作成した。この応援幕は、負傷した川栄と入山をはじめとするAKB48のメンバーを応援するため、およびAKB48による東日本大震災の復興支援活動に対して恩返しをするために作成された。幕には寄せ書きがされており、縦110cm、横150cmの布12枚におよそ800人がメッセージを書き込んだ。この応援幕は同年6月16日、AKB48劇場に掲示された。